# 왕가 (동진)
왕가(王嘉, 생년 미상 ~ 390년)는 중국 남북조 시대의 방사(方士)로, 자는 자년(子年)이며 농서군 안양현(安陽縣) 사람이다.
평소 오곡을 먹지 않았고 속세를 떠나 굴 속에서 수련하면서 지냈다. 그가 머무는 곳마다 제자를 자청하는 사람들이 구름처럼 몰려들었다고 한다. 전진(前秦) 때 잠시 세상으로 나와 선소제(宣昭帝) 부견(苻堅, 357∼385)을 보좌했는데 부견이 그를 상당히 존경했던 것으로 알려진다. 후진(後秦)의 무소제(武昭帝) 요장(姚萇, 384∼393)이 왕가의 예언을 잘못 해석하고 어이없이 죽인다. 장례식 때 왕가의 관에는 시체 대신 큰 지팡이만 들어 있었으며 장지(葬地)에서 멀리 떨어진 곳에서 언덕을 오르는 그를 보았다고 한다.
불로불사(不老不死)와 장생(長生)에 대한 환상으로 왕가의 죽음이 다소 신비화되었을 수도 있으나 《습유기(拾遺記)》만은 절찬리에 애독되었다. 원래 19권이던 《습유기》 원본이 전란으로 사라지자 양(梁)의 소기(蕭綺)가 남은 책을 다시 편집해서 10권으로 제작한 판본이 지금 전해진다.